# Plocama bucharica
Plocama bucharica là một loài thực vật có hoa trong họ Thiến thảo. Loài này được (B.Fedtsch. & Des.-Shost.) M.Backlund & Thulin mô tả khoa học đầu tiên năm 2007.